# Dicerca aenea aenea
Dicerca aenea aenea é uma subespécie de insetos coleópteros polífagos pertencente à família Buprestidae.
A autoridade científica da subespécie é Linnaeus, tendo sido descrita no ano de 1766.
Trata-se de uma subespécie presente no território português.